# Sargus evansi
Sargus evansi är en tvåvingeart som beskrevs av Mcfadden 1982. Sargus evansi ingår i släktet Sargus och familjen vapenflugor. Inga underarter finns listade i Catalogue of Life.